# Venezuelas Kommunistiske Parti
Venezuelas Kommunistiske Parti (spansk: Partido Comunista de Venezuela, PCV) er et kommunistisk parti i Venezuela. Partiet blev grundlagt i 1931 og er det ældste eksisterende parti i landet. Partiet var det førende venstrefløjsparti i Venezuela fra sin grundlæggelse og til 1971, hvor partiet blev splittet i en række rivaliserende fraktioner.
Partiets leder er generalsekretær Óscar Figuera. Dets ungdomsorganisation er Juventud Comunista de Venezuela.

## Historie
Partiet blev grundlagt i 1931 som en undergrundsorganisation under militærdiktaturet ledet af Juan Vicente Gómez. Partiets første ledere var Juan Bautista Fuenmayor og Kotepa Delgado. PCV blev det venezuelanske medlem af Komintern. PCV forblev en illegal organisation indtil 1941, hvor partiet efter ordre fra Komintern indgik en alliance med det progressive militærregime under Isaías Medina Angarita. Partiet blev forbudt igen under det konservative militærdiktatur under Marcos Pérez Jiménez (1948–1958), hvorunder PCV spillede en rolle i modstandskampen mod regimet. Ved parlamentsvalget i 1958 stillede partiet op og modtog 3,2% af stemmerne.
I begyndelsen af 1960'erne blev partiet mere radikaliseret, bl.a. inspireret af den Cubanske revolution, og partiet indledte en guerillakrig mod landets regering ledet af Rómulo Betancourt, hvilket førte til, at partiet endnu engang blev forbudt. PCV bestæbelser på guerillakrig var dog en begrænset succes pga. manglende folkelig opbakning, og partiet blev splittet i 1971, hvor store dele af medlemsskaren i stedet gik over til det reformistiske Moviemento al Socialismo (MAS) og en mindre del til det fagforeningstilknyttede La Causa Radical (kendt som  Causa R, i dag Patria Para Todos).
I de følgende år blev PCV et marginalt politisk parti i venezuelansk politik.

## Partiet efter 2000
Ved præsidentvalget i 1998 støttede PCV Hugo Chávez, og partiet støttede Chávez' indtil dennes død. Ved pærsidentvalget i 2006 var PCV det fjerdestørste parti i den koalition, der støttede Chávez og ved præsidentvalget i 2012 opnåede PCV 3,28% af stemmerne, og blev efter Chávez' Venezuelas Socialistiske Enhedsparti det største parti i koalitionen bag Chávez.
Ved kommunalvalgene i 2008 opnåede PCV 1,4% af stemmerne og ved kommunalvalgene i 2013 opnåede PCV 1,6% af stemmerne.
Ved præsidentvalget i 2018 støttede PCV Chávez' efterfølger Nicolas Maduro. I august 2020 distancerede PCV sig fra Maduro og meddelte, at partiet ikke ville støtte Maduro, hvis ikke han ændrede sin økonomiske politik, og i september 2020 meddelte partisekretør Figuera, at partiet ikke længere støttede Maduro, idet Maduros regering i uforholdsmæssigt omfang har angrebet PCV.

## Partiavis
Partiet udgiver partiavisen Tribuna Popular og Debate Abierto ('Åben Debat').